# Chaibate
Chaibate  (in arabo شعيبات‎?) è un centro abitato e comune rurale del Marocco situato nella provincia di El Jadida, regione di Casablanca-Settat. Conta una popolazione di 9 877 abitanti (censimento 2014).